# De rug van de tijger
De rug van de tijger is het vierde deel van de samoerai-stripreeks Kogaratsu, van de Belgische stripauteurs Bosse (Serge Bosmans) en Marc Michetz. Het stripalbum verscheen in 1992 met harde kaft in de collectie spotlight van uitgeverij Dupuis. In 1997 kwam de softcovereditie op de markt.

## Verhaal
In dit deel raakt Kogartsu hevig teleurgesteld in Bando, de zoon van zijn vroegere meester Yoshida. Het kasteel van Mitsuru belegerd door de troepen van zijn neef Bando. De waterbronnen van het kasteel zijn afgesloten en de belegerden leiden dorst. Elk moment kan het kasteel worden ingenomen. Hulp is echter nabij: een leger van de Shogun staat op het punt aan land te gaan. Bando bedenkt een list, waarbij Kogaratsu via een geheime doorgang in het kasteel binnen moet zien te komen.